# Nalco
Nalco es una ciudad censal situada en el distrito de Angul en el estado de Odisha (India). Su población es de 19644 habitantes (2011). Se encuentra a 103 km de Bhubaneswar y a 96 km de Cuttack.

## Demografía
Según el censo de 2011 la población de Nalco era de 19644 habitantes, de los cuales 10124 eran hombres y 9520 eran mujeres. Nalco tiene una tasa media de alfabetización del 84,50%, superior a la media estatal del 72,87%: la alfabetización masculina es del 94,03%, y la alfabetización femenina del 82,68%.